# Blonde van de Pyreneeën
De Blonde van de Pyreneeën is een vleestypischrundveeras en een van de rassen die in 1963 zijn opgegaan in het stamboek voor de Blonde d'Aquitaine. Het is een van de drie onderrassen die in de Zuidwest-Franse regio Aquitanië zijn ontstaan uit dieren die tijdens de 6e eeuw met stammen uit Centraal-Europa naar deze regio zijn gekomen. Haar naam heeft dit ras te danken aan haar uiterlijk, de typisch blonde kleur die ook terug te zien is bij de Blonde d'Aquitaine en aan het feit dat dit onderas ontwikkeld is in het westelijk Pyreneeën gebied. Doordat dieren van dit onderras voornamelijk in de bergen gehouden werd, zijn ze kleiner in verhouding tot de andere stamrassen van de Blonde d'Aquitaine, de Garonnaise en de Quercy.